# جيف كارلسون (مؤلف)
جيف كارلسون (بالإنجليزية: Jeff Carlson)‏ (20 يوليو 1969)؛ روائي أمريكي.